# Oost-Thürings voetbalkampioenschap 1924/25
In 1924/25 werd het elfde voetbalkampioenschap van Oost-Thüringen gespeeld, dat georganiseerd werd door de Midden-Duitse voetbalbond. 
1. Jenaer SV 03 werd kampioen en plaatste zich voor de Midden-Duitse eindronde. De club versloeg SpVgg 04 Gera, 1. FC 07 Lauscha, Hallescher FC Wacker en Guts Muts Dresden. In de finale verloor de club van VfB Leipzig. 
Vanaf dit jaar mochten er twee clubs naar de eindronde om de landstitel. Er werd een aparte eindronde georganiseerd voor de sterkste vicekampioenen uit Midden-Duitsland, die door Erfurter SC gewonnen werd. Erfurt nam het nog op tegen Jena voor het eindronde ticket en verloor. Jena ging dus naar de nationale eindronde en werd meteen uitgeschakeld door latere landskampioen 1. FC Nürnberg. 

## Gauliga
| Plaats | Club                   | Wed. | W | G | V  | Saldo | Ptn.  |
| ------ | ---------------------- | ---- | - | - | -- | ----- | ----- |
| 1.     | 1. Jenaer SV 03        | 14   | 9 | 3 | 2  | 43:14 | 21:7  |
| 2.     | VfB Rudolstadt         | 14   | 8 | 4 | 2  | 29:24 | 20:8  |
| 3.     | SC 1903 Weimar         | 14   | 6 | 4 | 4  | 26:20 | 16:12 |
| 4.     | VfB 1910 Apolda        | 14   | 4 | 6 | 4  | 25:26 | 14:14 |
| 5.     | VfL 1906 Saalfeld      | 14   | 4 | 6 | 4  | 18:23 | 14:14 |
| 6.     | BC 1903 Vimaria Weimar | 14   | 6 | 1 | 7  | 25:28 | 13:15 |
| 7.     | SC Apolda              | 14   | 4 | 4 | 6  | 28:28 | 12:16 |
| 8.     | SpVgg 1911 Jena        | 14   | 1 | 0 | 13 | 13:44 | 2:26  |

|  | Kampioen, geplaatst voor Midden-Duitse eindronde |